# Solanum amblymerum
Solanum amblymerum är en potatisväxtart som beskrevs av Michel Félix Dunal. Solanum amblymerum ingår i släktet skattor som ingår i familjen potatisväxter. Inga underarter finns listade i Catalogue of Life.